# Гамалеро
Гамалѐро (на италиански: Gamalero; на пиемонтски: Gamaleri, Гамалери) е село и община в Северна Италия, провинция Алесандрия, регион Пиемонт. Разположено е на 142 m надморска височина. Населението на общината е 852 души (към 2010 г.).